# Eduard August Rübel

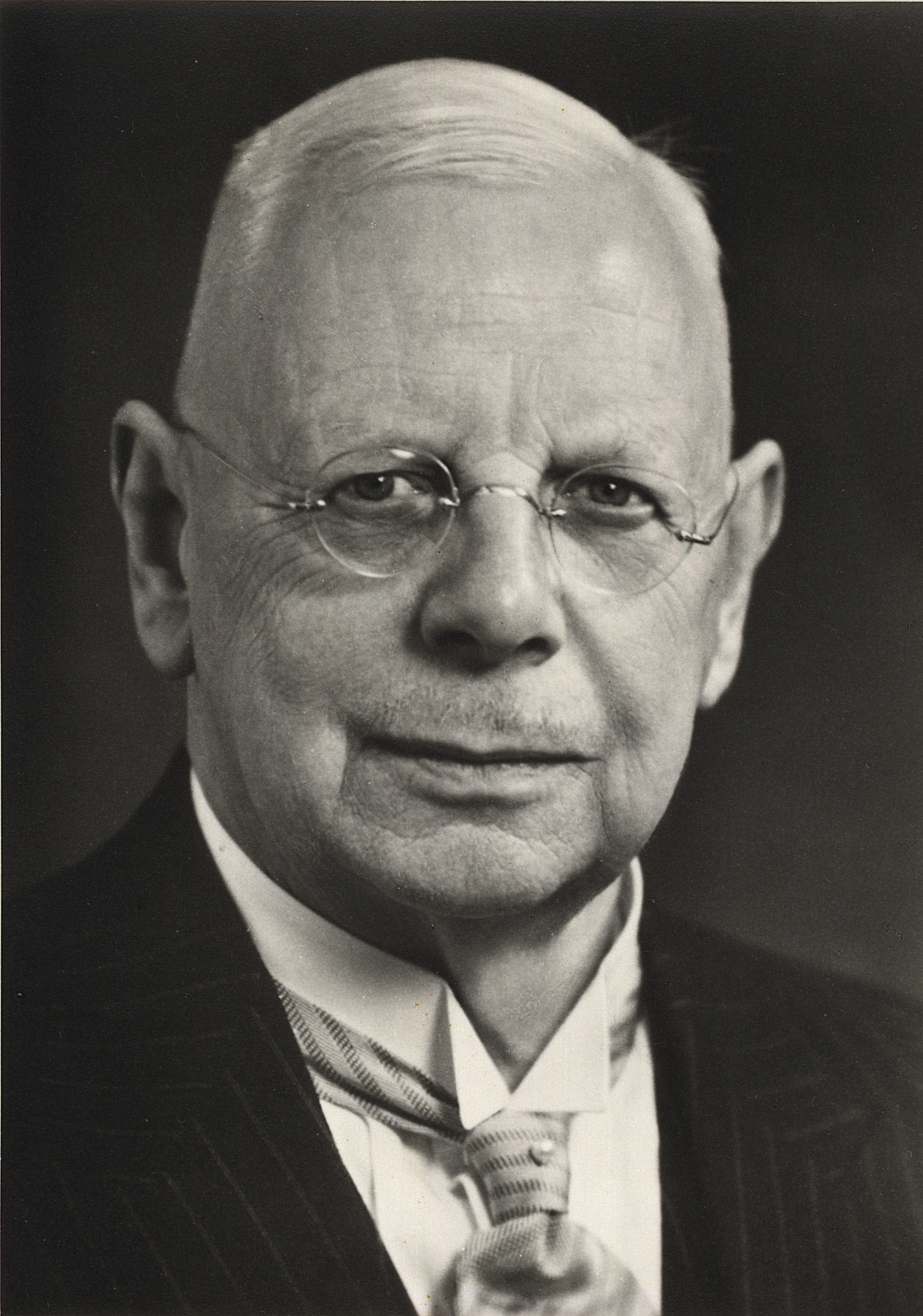
Eduard August Rübel

Eduard August Rübel (* 18. Juli 1876 in Zürich; † 24. Juni 1960; bis 1899 amerikanischer Staatsangehöriger, danach heimatberechtigt in Zürich) war ein Schweizer Vegetationskundler, Titularprofessor der ETH Zürich, Begründer des «Geobotanische Forschungsinstitut Rübel», Genealoge sowie Zürcher Kantonsrat und Kommunalpolitiker. Sein offizielles botanisches Autorenkürzel lautet „Rübel“.

## Biografie
Eduard August Rübel wurde als Sohn des Seidenhändlers August Rübel (1827-1892), ein deutschstämmiger US-Amerikaner, und der Rosalie, geborene Däniker, in Zürich geboren. Sein Vater stammte ursprünglich aus Elberfeld im Rheinland war jedoch seit 1855 amerikanischer Staatsbürger. Die Familie Rübel wurde 1899 in der Stadt Zürich eingebürgert. Er wuchs auf dem elterlichen Platanenhof am Zürichberg auf.
Rübel studierte zunächst am damaligen Eidgenössischen Polytechnikum in Zürich Chemie und promovierte 1901 an der nunmehrigen ETH zum Dr. phil. Er war dort zunächst Mitarbeiter des Botanikprofessors Carl Schroeter, einem der Begründer der Geobotanik. 1917 wurde er zum Privatdozent für Botanik an der ETH berufen. Sein botanisches Spezialgebiet waren die Bryophyten (Moose). Mehrere Pflanzenarten wurden von ihm, zusammen mit Josias Braun-Blanquet, erstbeschrieben (z. B. die Lotwurz-Arten Onosma cinerascens Rubel & Braun-Blanq. und Onosma delphinensis Rubel & Braun-Blanq.).
1918 stiftete Rübel, insbesondere zur Förderung der noch jungen wissenschaftlichen Fachrichtung Geobotanik, das «Geobotanische Forschungsinstitut Rübel», dessen von seinen beiden Schwestern Helene und Cecile gestiftetes Institutsgebäude 1928 errichtet werden konnte. Direktoren dieses Instituts waren: Heinrich Brockmann-Jerosch, ab 1931 Werner Lüdi, dann Heinz Ellenberg (1958 bis 1966), Elias Landolt (1966–1993) und seit 1993 Peter J. Edwards. Als Assistenten wirkten am Institut u. a. Josias Braun-Blanquet (bis 1926), Balthasar Stüssi (1936 bis 1944) und Heinrich Zoller (1945 bis 1954).
1923 ernannte die ETH Rübel zum Titularprofessor. Von 1929 bis 1934 war er Zentralpräsident der „Schweizerischen Naturforschenden Gesellschaft“ (sie war bis 1987 Schweizerische Akademie der Wissenschaften und ist heute aufgegangen in der Akademie der Naturwissenschaften Schweiz).
Rüdel hatte zahlreiche geschäftliche und öffentlich-politische Ämter inne. Zudem war er in zahlreichen In- und Ausländischen Gesellschaften Ehrenmitglied und Korrespondierendes Mitglied. 1931 wurde er u. a. zum Mitglied der Deutschen Akademie der Naturforscher Leopoldina gewählt.
1934 beendete er seine Dozententätigkeit und verlegte seine Interessen vor allem auf genealogische Forschung.
1958 schenkte er das von ihm gegründete und bis dahin auch – unbenommen von den jeweiligen Direktoren – geführte Forschungsinstitut unter dem Namen „Stiftung Rübel“ der ETH. Es ist heute aufgegangen im „Institut für Integrative Biologie“ (IBZ) des Departements Umweltwissenschaften der ETH.
Eduard Rübel war seit 1908 verheiratet mit der Zürcherin Anna Luise Blass (* 1882).
Die von Rübel gegründete Stiftung feierte 2018 ihr 100-jähriges Jubiläum und unterstützt auch heute weiterhin die geobotanische Forschung an der ETH Zürich.

## Öffentliche Ämter
Von 1916 bis 1919 war Rübel Mitglied und Sekretär des Grossen Stadtrates der Stadt Zürich, 1926 Kantonsrat des Kantons Zürich und ab 1921 Mitglied der Zürcher Honoratioren- und Patriziervereinigung „Gesellschaft der Schildner zum Schneggen“.

## Veröffentlichungen
Rübel verfasste verschiedene pflanzenkundliche Monographien, darunter 1930 Die Pflanzengesellschaften der Erde, lange Zeit ein Standardwerk.

### Periodikum
- Bericht über das Geobotanische Forschungsinstitut Rübel in Zürich, 1918ff. (Digitalisat in E-Periodica).